# Siret (arie protejată)
Siret (în ucraineană Сіретський заказник) este o arie protejată de tip ihtiologic de importanță locală din raioanele Storojineț și Vijnița, regiunea Cernăuți (Ucraina), situată la est de satul Panca, în cursul superior al Siretului. 
Suprafața ariei protejate constituie 5.019 hectare, fiind creată în anul 2001 prin decizia comitetului executiv regional. Statutul a fost atribuit conservării zonei de reproducere a celor mai valoroase specii de pește din apele montane: păstrăv comun, păstrăv curcubeu, Barbus carpathicus, zingel, unii pești din genul Salvelinus, din cursul superior al Siretului.